# Bill Joy
William Nelson Joy (Farmington Hills, 1954. november 8. –) amerikai mérnök és kockázatitőke-befektető. 1982-ben Scott McNealy, Vinod Khosla és Andy Bechtolsheim társaságában társalapítója volt a Sun Microsystemsnek, 2003-ig pedig vezető tudósként és műszaki igazgatóként dolgozott a vállalatnál.
Szerves szerepet játszott a BSD UNIX korai fejlesztésében, miközben a Berkeley végzős hallgatója volt, és ő a vi szövegszerkesztő eredeti szerzője. Ő írta a 2000-es esszét Miért nincs szüksége ránk a jövőnek, amelyben mély aggodalmait fejezte ki a modern technológiák fejlődésével kapcsolatban.
Joyt a National Academy of Engineering tagjává választották (1999) az operációs rendszerekhez és a hálózati szoftverekhez való hozzájárulásáért.